# Botiz
Botiz là một xã thuộc hạt Satu Mare, România. Dân số thời điểm năm 2002 là 4898 người.